# NGC 1994
NGC 1994 (còn được gọi là ESO 56-SC136) là một cụm sao mở trong chòm sao Kiếm Ngư nằm trong Đám mây Magellan Lớn. Nó được phát hiện bởi John Herschel vào ngày 16 tháng 12 năm 1835. Nó có cường độ biểu kiến là 9,8  và kích thước của nó là 0,60 phút cung.